# François Lespinasse
François Lespinasse (* 1936 in Rouen) ist ein französischer Kunstbuchautor und Spezialist für die Malerschule École de Rouen. Als begeisterter Bergsteiger bestieg er unter anderem den Chopicalqui (6354 m) in Peru.

## Leben
Seine Großtante betrieb ein Antiquitätengeschäft an der Place Restout in Rouen, während sein Vater, ein Zahnarzt, ihn bei einem seiner Patienten, Michel Frechon, Sohn des von Charles Frechon, der heute als der beste Zeichner der École de Rouen gilt, Privatunterricht im Zeichnen nehmen lässt. François ist zu diesem Zeitpunkt etwa acht Jahre alt. Für die künstlerische Entwicklung von François Lespinasse war der Einfluss von Michel Frechon sehr förderlich.
Nachdem er zehn Jahre lang als Physiotherapeut in Les Hauts de Rouen gearbeitet und nebenbei viele Stunden in der Stadtbibliothek über die Maler von Rouen recherchiert hatte, beschloss er 1979, in der Rue Martainville eine Galerie zu eröffnen, die er dreißig Jahre lang betrieb. François Lespinasse veröffentlichte fünfzehn Bücher, darunter zahlreiche Standardwerke wie die erste Biographie aller Maler der École de Rouen, die 1980 erschien.
François Lespinasse war zehn Jahre lang Berater des Wildenstein Institute für den Catalogue raisonné von Albert Lebourg, Kurator mehrerer Ausstellungen (Frechon, Pinchon, Ecole de Rouen...), Mitglied des wissenschaftlichen Ausschusses des Festivals Normandie Impressionniste im Jahr 2010 und der Ausstellung Rouen, Une ville pour l'impressionnisme. Monet, Pissarro et Gauguin im Musée des Beaux-Arts de Rouen.
Seine intensive Auseinandersetzung mit dem künstlerischen Erbe Rouens und seinen einflussreichen Malern spiegelt sich in seinen Büchern wider (Auswahl):
- Robert Antoine Pinchon, 1886–1943 (1990): Eine Monografie über Robert Antoine Pinchon mit Schwerpunkt auf seinen Beiträgen zum Impressionismus und Postimpressionismus.
- L'École de Rouen (1995): Dieses Standardwerk ist eine umfassende und reich bebilderte Studie über die Künstler, die mit der (Maler-)Schule von Rouen verbunden sind, und behandelt verschiedene Maler und ihre Beiträge zur (Post-) impressionistischen Bewegung.
- Émile Nicolle, 1830–1894 (1998): Eine Biographie und künstlerische Studie über Émile Nicolle, eine weitere Schlüsselfigur der Rouener Kunstszene.
- Albert Lebourg, itinéraire d'un impressionniste (2009): Eine detaillierte Darstellung des Lebens und der Werke von Albert Lebourg, einem bedeutenden impressionistischen Maler aus Rouen.
- Peintres de la Seine (2013): Dieses gemeinsam mit Hélène Eisenberg verfasste Buch befasst sich mit den Malern, die sich von der Seine inspirieren ließen.
- François Depeaux, 1853–1920. Portrait d'un collectionneur d'impressionnistes (2016): Eine ausführliche Biographie über François Depeaux, einem Industriellen und Kunstsammler, der für seine beeindruckende Sammlung impressionistischer Werke bekannt war.